# دهستان کو
دهستان کو (به لاتین: Kõo Parish) یک دهستان در استونی است که در شهرستان ویلیاندی واقع شده‌است.

## خصوصیات
دهستان کو ۱۴۹٫۴۶ کیلومترمربع مساحت و ۱٬۱۵۹ نفر جمعیت دارد.

## خواهرخوانده
شهر Nora Municipality خواهرخواندهٔ دهستان کو هست.